# Coupe de Roumanie féminine de handball
La Coupe de Roumanie féminine de handball est une compétition de handball à élimination directe ouverte aux clubs féminins en Roumanie. Elle a été fondée en 1978 et le vainqueur a accès à la Coupe des vainqueurs de coupe ou, depuis sa disparition, la Ligue européenne.

## Palmarès
| Année | Vainqueur                | Finaliste                |
| ----- | ------------------------ | ------------------------ |
| 1978  | Universitatea Timișoara  | Constructorul Baia Mare  |
| 1979  | Confecția Bucarest       | Hidrotehnica Constanța   |
| 1980  | CS Știința Bacău         | Constructorul Baia Mare  |
| 1981  | Rulmentul Brașov         | Terom Iași               |
| 1982  | CS Știința Bacău         | Constructorul Timișoara  |
| 1983  | CS Știința Bacău         | Progresul Bucarest       |
| 1984  | Chimistul Râmnicu Vâlcea | Rulmentul Brașov         |
| 1985  | Terom Iași               | CS Știința Bacău         |
| 1986  | CS Știința Bacău         | Chimistul Râmnicu Vâlcea |
| 1987  | CS Mureșul Târgu Mureș   | CS Știința Bacău         |
| 1988  | CS Mureșul Târgu Mureș   | CS Știința Bacău         |
| 1989  | CS Știința Bacău         | Terom Iași               |
| 1990  | Chimistul Râmnicu Vâlcea | CS Știința Bacău         |
| 1991  | Pas de compétition       | Pas de compétition       |
| 1992  | Chimistul Râmnicu Vâlcea | Rapid Bucarest           |
| 1993  | Chimistul Râmnicu Vâlcea | Silcotub Zalău           |
| 1994  | Chimistul Râmnicu Vâlcea | Rapid Bucarest           |
| 1995  | Chimistul Râmnicu Vâlcea | Rulmentul Brașov         |
| 1996  | Oltchim Râmnicu Vâlcea   | Silcotub Zalău           |
| 1997  | Oltchim Râmnicu Vâlcea   | Silcotub Zalău           |
| 1998  | Oltchim Râmnicu Vâlcea   | Silcotub Zalău           |
| 1999  | Oltchim Râmnicu Vâlcea   | Sidex Galați             |
| 2000  | Pas de compétition       | Pas de compétition       |
| 2001  | Pas de compétition       | Pas de compétition       |
| 2002  | Oltchim Râmnicu Vâlcea   | Silcotub Zalău           |
| 2003  | Silcotub Zalău           | Oltchim Râmnicu Vâlcea   |
| 2004  | Rapid Bucarest           | Universitatea Remin Deva |
| 2005  | Pas de compétition       | Pas de compétition       |
| 2006  | Rulmentul Brașov         | Oltchim Râmnicu Vâlcea   |
| 2007  | Oltchim Râmnicu Vâlcea   | Rulmentul Brașov         |
| 2008  | Pas de compétition       | Pas de compétition       |
| 2009  | Pas de compétition       | Pas de compétition       |
| 2010  | Pas de compétition       | Pas de compétition       |
| 2011  | Oltchim Râmnicu Vâlcea   | HC Danubius Galați       |
| 2012  | Pas de compétition       | Pas de compétition       |
| 2013  | HCM Baia Mare            | Corona Brașov            |
| 2014  | HCM Baia Mare            | HCM Roman                |
| 2015  | HCM Baia Mare            | CSM Bucarest             |
| 2016  | CSM Bucarest             | HCM Roman                |
| 2017  | CSM Bucarest             | SCM Craiova              |
| 2018  | CSM Bucarest             | HCM Râmnicu Vâlcea       |
| 2019  | CSM Bucarest             | SCM Râmnicu Vâlcea       |
| 2020  | SCM Râmnicu Vâlcea       | CSM Bucarest             |
| 2021  | SCM Gloria Buzău         | CSM Bucarest             |
| 2022  | CSM Bucarest             | SCM Râmnicu Vâlcea       |
| 2023  | CSM Bucarest             | CSM Târgu Jiu            |
| 2024  | CSM Bucarest             | HC Dunărea Brăila        |

## Bilan
| Club                                  | Nombre | Victoires                                                                          |
| ------------------------------------- | ------ | ---------------------------------------------------------------------------------- |
| Chimistul /Oltchim/SCM Râmnicu Vâlcea | 14     | 1984, 1990, 1992, 1993, 1994, 1995, 1996, 1997, 1998, 1999, 2002, 2007, 2011, 2020 |
| CSM Bucarest                          | 7      | 2016, 2017, 2018, 2019, 2022, 2023, 2024                                           |
| Știința/Universitatea Bacău           | 5      | 1980, 1982, 1983, 1986, 1989                                                       |
| HCM Baia Mare                         | 3      | 2013, 2014, 2015                                                                   |
| Progresul/Mureșul Târgu Mureș         | 2      | 1987, 1988                                                                         |
| Rulmentul/Corona Brașov               | 2      | 1981, 2006                                                                         |
| Universitatea Timișoara               | 1      | 1978                                                                               |
| Confecția Bucarest                    | 1      | 1979                                                                               |
| Terom Iași                            | 1      | 1985                                                                               |
| Silcotub Zalău                        | 1      | 2003                                                                               |
| Rapid Bucarest                        | 1      | 2004                                                                               |
| SCM Gloria Buzău                      | 1      | 2021                                                                               |
| Total                                 | 39     | 1979-2024                                                                          |